# Princípio ativo
Princípio ativo (AO 1945: princípio activo) é a substância que deverá exercer efeito farmacológico. Um medicamento, alimento ou planta pode ter diversas substâncias em sua composição, porém somente uma ou algumas destas conseguirão ter ação no organismo. Ainda em relação aos medicamentos, denomina-se fármaco o princípio ativo deste.

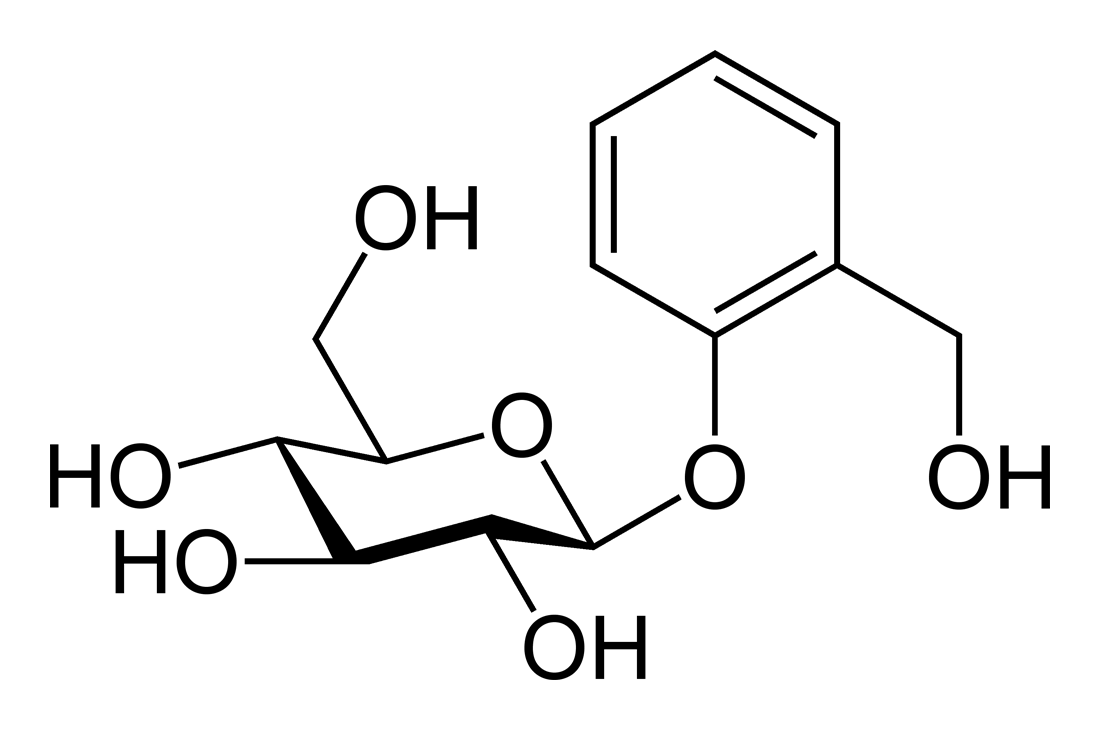
Um exemplo de Princípio ativo, é a Salicilina. Foi isolada da casca do salgueiro que, desde 400 a.C, sabia-se possuir as propriedades antipirética e analgésica.

Os princípios ativos são classificados em função de vários aspectos, como: classe química, classe terapêutica, alvo molecular ou especificidade.

## Tipos
Quanto à especificidade, existem apenas duas classes: a dos fármacos específicos e a dos inespecíficos.

### Específicos
Correspondem à maioria dos mais de sete mil fármacos constantes no arsenal terapêutico, tais como analgésicos e anti-inflamatórios, os agentes cardiovasculares, anti-histamínicos, hormônios, agentes antiparasitários diversos etc.

### Inespecíficos
São em número bastante reduzidos. Não atuam seletivamente sobre determinados receptores. A ação farmacodinâmica desta classe depende apenas de suas propriedades físico-químicas, sendo estes pouco vulneráveis às modificações estruturais. Entre os fármacos inespecíficos mais comumente manipulados temos os anti-sépticos, rubefacientes, vesificantes, adstringentes, emolientes, umectantes, hidratantes, queratoplásticos, queratolíticos e cáusticos.